# 林照寺 (松本市)
林照寺（りんしょうじ）は 長野県松本市奈川にある臨済宗妙心寺派の寺院。山号は大圓山。木曾西国三十三観音霊場四番。

## 歴史
奈川の地は、江戸時代は尾張藩領で、木曾代官の山村甚兵衛家が支配していた村であった。
長野県木曽郡木祖村にある極楽寺の末寺であるが、寺の由緒や仏具、証明書の類、制札等は残っていない。
松本市立奈川小中学校の下に、古寺(ふるんどら)という地名があり、当初は、その場所にあったと考えられる。
『吉蘇志略』には、「中古(火災)ニ遭ヒ 寛永中、興禅寺住持桂嶽和尚中興す」とあり、
寛永4年(1627年)、木曽福島にある興禅寺七世の桂嶽祖昌によって中興されたが、この時を開基・創建とする場合がある。
寛文7年(1667年)、再び火災によって焼失した。
元禄7年(1694年)5月に書かれた『大寶院留書』には、「当時二十七年前に火事で焼け再建のため木にを売った。寺の油掃きをしていて燈の火がついていたのを知らなかった。その後村人一同心を合わせて吾を忘れて再建に励み建立することができた。則ち中興して皆がお参りしてから年数がニ六年たった」とある。
正徳4年(1714年)1月、霊峰祖泉が、庫裡を現在地に建て、観音堂を建立している。
過去帳は、享保13年(1728年)以後から残されている。
安永9年(1780年)、前立本尊として村上重兵衛作の聖観世音菩薩像が安置された。
寛政2年(1790年)、無外全規が寺子屋を開いた。
その後、明治6年(1873年)に小学校が開校するまで、毎年80～90人の村民を教育した。
文政2年(1819年)6月、七世の東山宗悟の代に再中興され本堂が再建されて、その他の堂宇も整備された。
文政6年(1823年)、法地となった。
文政7年(1824年)春、方丈が再建されて棟上が行われた。
安政2年(1856年)、山門が建立され伽藍の建設が完了した。
明治14年(1881年)には、奈川村の第一回目の村議会議場として使用された。
太平洋戦争後には、8年間保育園を運営して幼児教育に尽くした。

## 境内

### 観音堂
正徳4年(1714年)、庫裡と共に建立された。木曾西国三十三観音霊場の四番であり、本尊は十一面千手観世音菩薩像である。

### 庭園
約50平方メートルあり、サワラ、コブシ、シダレザクラ7本、サクラ等の古木が数多く残されている。(松本市特別名勝 指定年月日 平成20年12月22日)

## 関連リンク
- 林照寺庭園 松本市公式サイト
- 林照寺庭園 公益財団法人 八十二文化財団